# Постоянное HTTP-соединение

Диаграмма обычных и постоянных соединений.

Постоянное HTTP-соединение (англ. HTTP persistent connection), также называемые HTTP keep-alive или повторное использование соединений HTTP (англ. HTTP connection reuse) — использование одного TCP-соединения для отправки и получения многократных HTTP-запросов и ответов вместо открытия нового соединения для каждой пары запрос-ответ. Новый протокол HTTP/2 расширяет эту идею, позволяя одновременные многократные запросы/ответы в одном соединении.

## Функциональность

### HTTP 1.0
При работе по протоколу HTTP 1.0 с подобным типом соединений нет официальной спецификации. По сути, это дополнение к существующему протоколу. Если браузер поддерживает постоянные соединения, он посылает дополнительный заголовок в запросе:
```
Connection: Keep-Alive

```

Затем, когда сервер получает такой запрос и генерирует ответ, он также добавляет в заголовок ответа
```
Connection: Keep-Alive

```

После этого соединение не разрывается, а остаётся открытым. Когда клиент отправляет ещё один запрос, он использует это же соединение. Так будет продолжаться до тех пор, пока клиент или сервер не решат, что обмен окончен, и одна из сторон завершит соединение.

### HTTP 1.1
При работе по HTTP 1.1 все соединения считаются постоянными, если не обозначено иное. При этом постоянные соединения не используют сообщения keepalive, а просто позволяют передачу многократных запросов в одном и том же соединении. Тем не менее, время ожидания по умолчанию в httpd для Apache 1.3 и 2.0 составляет всего 15 секунд, а для Apache 2.2 и 2.4 лишь 5 секунд. Преимуществом короткого таймаута является возможность быстро отдать клиенту несколько компонентов веб-страницы, не блокируя при этом слишком долго в состоянии ожидания процессы или потоки сервера.

## Достоинства
- Ниже загрузка ЦПУ и расход памяти (потому как открывается меньше соединений одновременно).
- Можно использовать HTTP pipelining (конвейерную обработку) запросов и ответов.
- Снижает вероятность перегрузки сети (меньше TCP соединений).
- Уменьшает задержку для последующих запросов (не нужно заново устанавливать TCP соединение).
- Ошибки HTTP возвращаются без закрытия соединения — клиенты могут пробовать новые команды, и, если они не поддерживаются сервером, послать повторный запрос в том же соединении, используя старую семантику.

Эти достоинства особенно проявляются для защищённых HTTPS соединений, потому что создание защищённого соединения требует больше процессорного времени и сетевого обмена между клиентом и сервером.
Согласно RFC 7230, разделу 6.4, «клиент должен ограничить количество одновременных соединений к определённому серверу». Предыдущая версия спецификации HTTP/1.1 указывала конкретные максимальные значения, но в RFC 7230 «оказалось, что это непрактично для многих приложений… вместо этого… будьте благоразумны, открывая одновременные соединения». Эти рекомендации нацелены на улучшение времени отклика по HTTP и недопущения перегрузок сети. Если конвейерная обработка HTTP реализована правильно, дополнительные соединения не улучшат производительность, но могут привести к перегрузке сети.

## Недостатки
Если клиент не закрывает соединение после того, как получил все необходимые данные, задействованные на поддержание соединения ресурсы сервера будут недоступны другим клиентам. Насколько сильно это влияет на доступность сервера, и как долго ресурсы будут заняты, зависит от архитектуры и конфигурации сервера.

## Использование в веб-браузерах
Все современные браузеры используют постоянные соединения, включая Google Chrome, Firefox, Internet Explorer (с версии 4.01), Opera (с версии 4.0) и Safari.
По умолчанию Internet Explorer версий 6 и 7 открывает 2 постоянных соединения, тогда как 8 версия — 6. Постоянные соединения закрываются после 60 секунд простоя, что переопределяется в реестре Windows.
В Firefox количество одновременных подключений можно настроить (на сервер, на прокси, всего). Постоянные соединения закрываются после 115 секунд (1.9166666666666666 минут) простоя, что настраивается в конфигурации.